# Торос (Болгарія)
Торо́с (болг. Торос) — село в Ловецькій області Болгарії. Входить до складу общини Луковит.

## Населення
За даними перепису населення 2011 року у селі проживали 1608 осіб.
Національний склад населення села:
| Національність   | Кількість осіб | Відсоток |
| ---------------- | -------------- | -------- |
| болгари          | 1340           | 93,5%    |
| турки            | 53             | 3,7%     |
| цигани           | 23             | 1,6%     |
| інша             | 12             | 0,8%     |
| не визначились   | 5              | 0,3%     |
| Всього відповіли | 1433           |          |

Розподіл населення за віком у 2011 році:
Динаміка населення: